# 并州学院
并州学院，原名并州大学，是一所已不存在的私立高等学校，位于中國山西省太原市。并州大学由私立山右大学及私立兴贤大学两校合并而来，成立于1929年。因為未能夠通过中華民國教育部大学立案，学校在1931年更名为并州学院，至1935年停办。該校曾經设有中国文学系、法律学系、政治学系、农艺化学系及国际贸易系等科系，办学7年间共毕业学生1,554人。并州学院校址设在太原城内的皇庙（万寿宫）。

## 历史

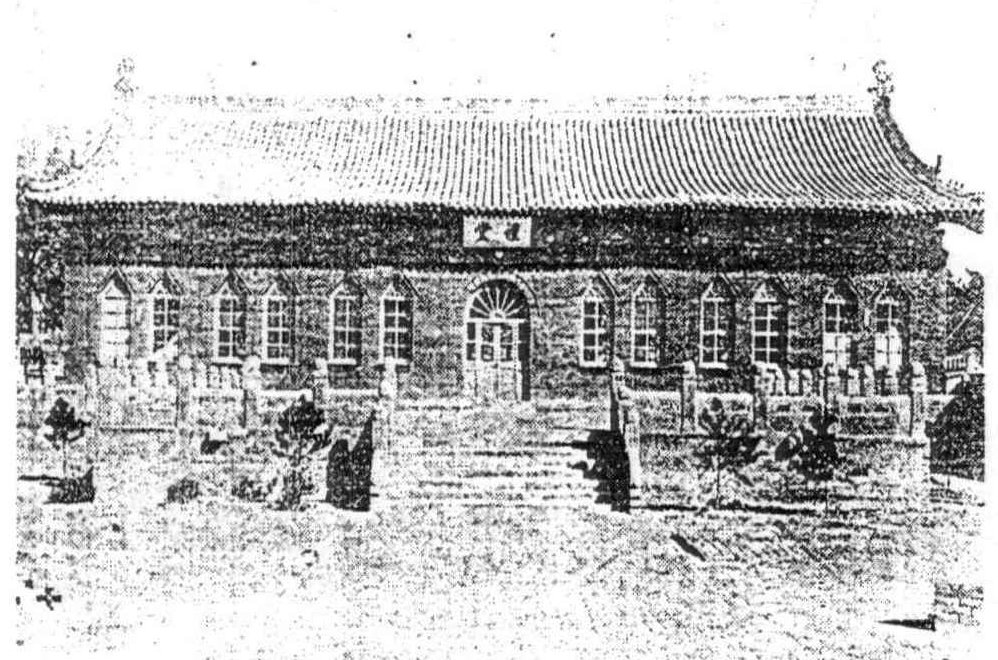
并州学院礼堂

私立并州大学是由私立山右大学、私立兴贤大学两所大学合并而成的。1929年7月，山右大学、兴贤大学两校董事会为适应教育部立案的要求，一致同意将两校合并为并州大学，校址定为太原万寿宫。7月20日，私立并州大学董事会召开第一次会议，议定学校分设文、法、医三个学院，聘请赵丕廉担任校长、杨泰嵘任副校长。两天后，赵丕廉正式就职。并州大学聘请郭象升出任文学院院长，杨泰嵘兼任法学院院长，梁显荣担任医学院院长。并州大学派人接收山右大学、兴贤大学两校的财产、卷宗和学生，还专门新建五十间宿舍、十间厨房以供新生入学使用。
1929年9月1日，私立并州大学开学上课，接收原山右大学学生四百余人、原兴贤大学学生二百余人，当年招收新生270人，学生总数七百余人。学校将1929年11月11日定为并州大学成立纪念日。当时蒋介石的代表何应钦恰好在太原与阎锡山商议国事，何应钦赠送了一块题有“教育救国”的红缎大匾祝贺并州大学成立。
成立之后，并州大学的备案问题一直没能解决。1931年春，经由山西省政府教育厅，并州大学再次向中華民國教育部提交了立案文卷。这次备案又失败了。1931年9月，教育部以并州大学文学院仅有中国文学系、医学院尚未设立本科为由，不批准并州大学立案。同月，学校更名为并州学院。
1932年，并州学院没有招收新生。1933年，并州学院的办学方向转向实科。按照中華民國教育部“废止文科、扩充实科”的意见，1933年夏天，并州大学的文学院、法学院停止招生，新设农艺化学系和国际贸易系。国际贸易系以培养对俄贸易人才为主，将俄语视作最重要的课程。
1934年，学校没有招入新生。1935年，并州学院停办。1936年，并州学院学生全部毕业。

## 教学

### 院系
并州大学初创时，共有文、法、医三个学院，文学院设中国文学系，法学院设法律学系、政治学系。这三个系都有本科。并州大学还有预科班。医学院没有本科，只有专科班和预科班。而且，医学院只招过一次新生，即1929年招收了一个预科班（共20人）、一个专科班（共60人），这两个班的学生在1932年毕业。另外，有一个经济学系，共毕业了一个本科班12名学生。并州大学还有一个专科的政治经济系，不过只办过三个班，1932年第三个班的学生就毕业了。本科的修业年限为四年，专科和预科都是两年。1933年时，并州学院设有五个系：法律学系、政治学系、中国文学系、国际贸易系、农艺化学系。国际贸易系和农艺化学系都只招过一个本科班。

### 学生
并州大学（学院）存在的七年间，共有毕业生1,554人。其中，预科17个班计621人，医学院预科1个班17人；法律系本科9个班368人，政治系本科7个班230人，经济学系本科1个班12人，中国文学系本科2个班80人，农艺化学系本科1个班36人，国际贸易系本科1个班21人；法律系专科2个班109人，政治经济系专科3个班108人，医学院专科1个班52人。学生来自山西省的91个县以及河北、河南、陕西、绥远、安徽、湖南、湖北、广东、江苏、四川等十个省份。
高中和预科的毕业生可以通过考试进入并州大学（学院）的本科（或专科）学习。初中毕业生可以到预科班学习。毕业考试时由山西省教育厅派人监考，考试不通过的学生需要留级。通过考试的本科生和专科生都可获得毕业证书，本科生还会被授予学士学位。
学生每年需交纳70元学费。学校设奖学金以奖励学习勤奋、成绩优秀、不旷课的学生。奖学金分甲、乙、丙三等，分别免除学费的全部、二分之一、三分之一。著有文章，或是翻译外文资料贡献突出的学生也会获得奖励。

### 教师
1933年时，并州学院有专职教师四十余人，兼职教师十余人；学院有20名教授、17名副教授，其余为讲师；教师中，有20人曾在日本留学，2人曾在俄国留学，其余均在中国国内的大学毕业。教师由校长、院长聘任，聘期为一年，可以连聘。教师的最高月薪是240元，最低亦不少于60元。

### 图书馆

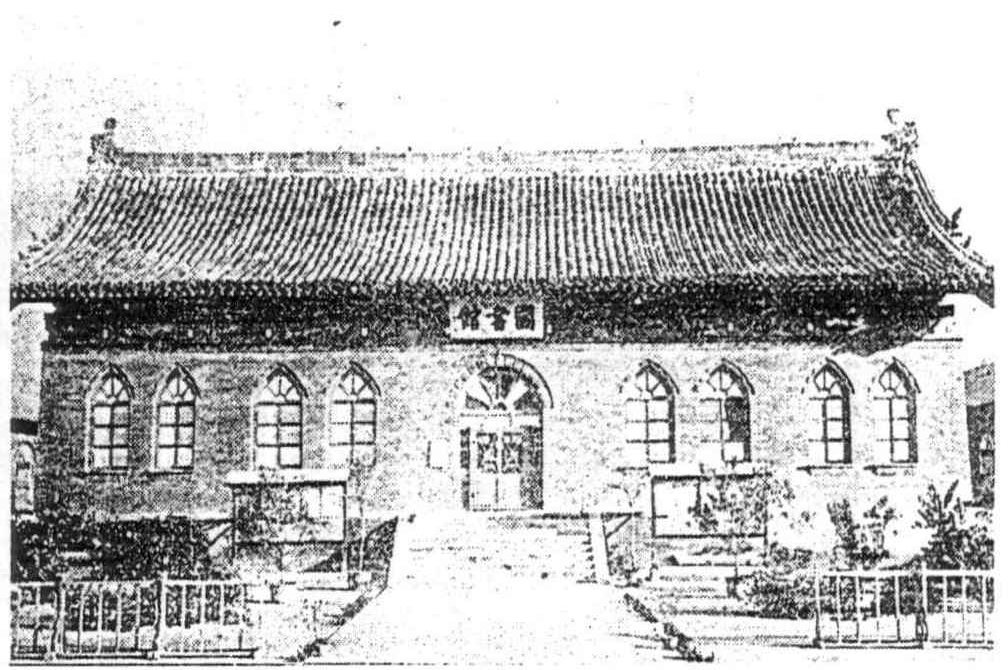
并州学院图书馆

并州大学的图书馆原本空间狭小。1932年，学校将联合办公室搬出万寿宫前殿，把前殿装修为图书馆，四面开窗以保证采光。此时的图书馆可同时容纳近百人阅读。图书馆藏有中国书籍42,138册，其它国家书籍7,548册，杂志32种。

## 校园

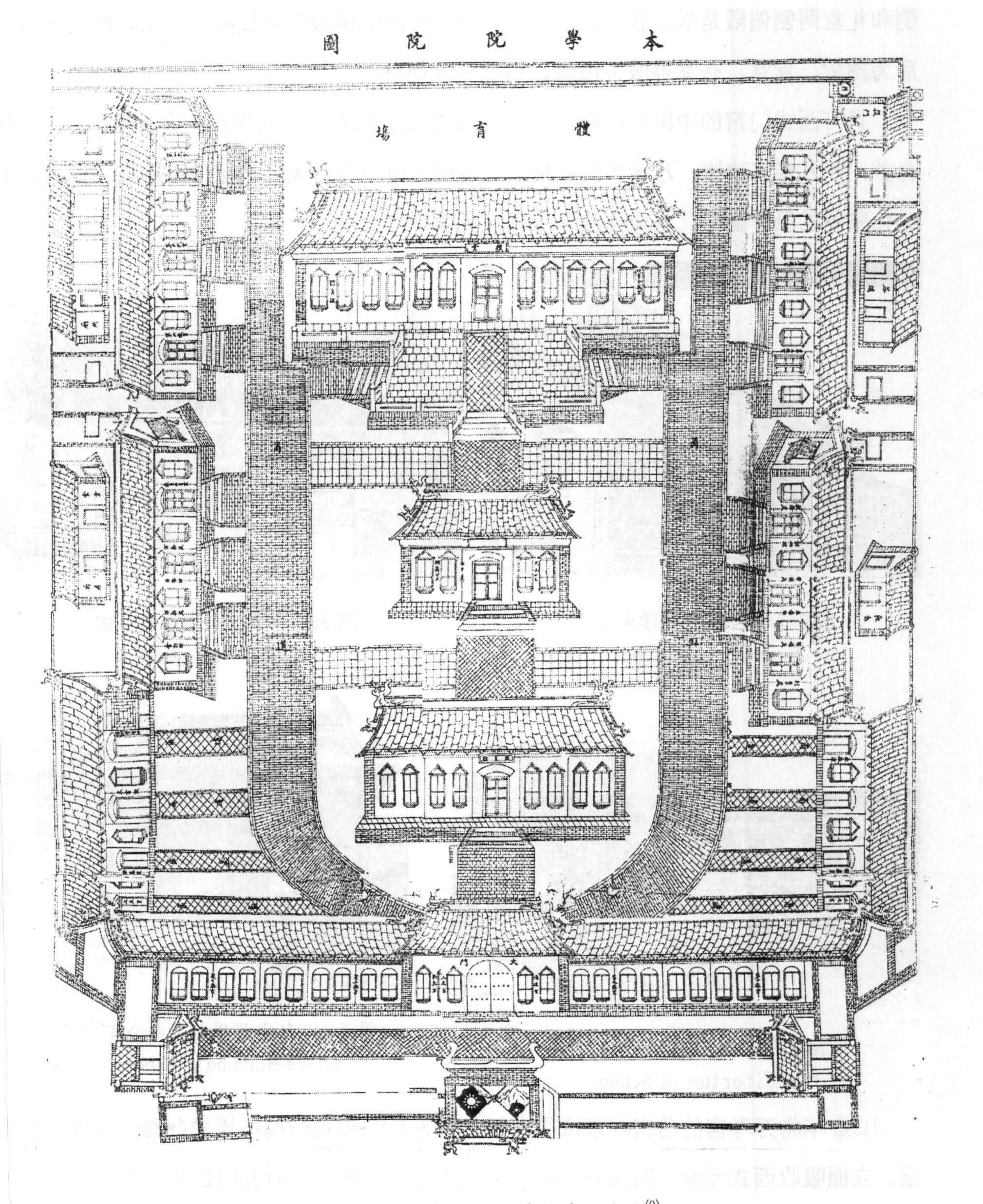
并州学院平面图

并州大学校园设在太原城内的万寿宫（原为山右大学校园）。万寿宫中轴线上自南向北依次是照壁、宫门、前宫、中宫、后宫。宫门共三座门，覆有琉璃，仿木构歇山顶。前宫为五开间，中宫三开间，后宫七开间。前宫、中宫、后宫的东西两侧设有配殿。并州学院将前宫翻修为图书馆，中宫修成办公室，后宫修成礼堂。翻修时融入了西方建筑元素，正门用了圆形拱券，窗户两两一组用三角尖券，使用西式的透亮大门窗以优化采光。不过，前宫、中宫、后宫的台基、斗栱、屋顶仍是中式。宫门两侧新修了学生宿舍。宫门、礼堂东西的配殿是教室，办公室、图书馆的东西配殿是办公用房。配殿之后是食堂、茶室、厕所等服务用房。并州学院还修建了体育场地。并州学院共兴建学生宿舍两百余间，教室37间，厨房、办公室共计81间。

## 管理

### 组织结构
并州大学（并州学院）实行校长、院长负责制，董事会是学校的权力机构，校长、院长在董事会的领导之下工作。董事会有董事39人。董事由显贵、名人、教育界人士组成，包括赵戴文、杨兆泰、孔祥熙、荣鸿胪、赵丕廉、樊象离等人。董事推选赵戴文为董事长，樊象离、荣鸿胪为副董事长。新董事需要满足四个条件中的一个，由两名董事推荐，并在校董会议上获得通过。董事会定有简章十四条，规定了办学宗旨及组织结构、资金筹募、人员聘用制度。董事会每年召开年会一次，遇要事则可召开紧急会议解决。学校的要事（例如推选校长和院长、招收新生、动用开支等），均需董事会通过。
1933年时，并州学院设五个系、四个处、一个图书馆。四个处是秘书处、教务处、训育处、事务处。五个系、四个处、一个馆共有21名职员，其中6人有留学日本经历，11人在中国国内的大学毕业。

### 经费来源
并州大学设募款委员会、基金保管委员会负责筹款、用款。并州大学的经费全靠自筹，政府不予补助，还要收取200元的大学备案费。学校的经费主要有四个来源。其一来自董事捐献，每人至少捐资300元，多者不限（如赵戴文捐了一千元），山右、兴贤两校合并后，共有14万元基金长期存在商号，生息以供开支。其二是学校拥有的森林、土地的收入，每年约五万元。其三是从社会募得的捐款。其四是学生交纳的学费，年入约两万元。此外，还有讲义费、校友费，约有万元收入。总计每年收入十多万元。学校的教师、职员年薪总和大约十万元。此外，还花费一万余元购买图书、理化实验仪器等等。修筑房屋、添置体育设施也花费不少。

### 历任校长
1. 赵丕廉（1929年－1931年）
2. 杨泰嵘（1931年－1933年）
3. 马铎（1933年－1935年）

## 学校标志

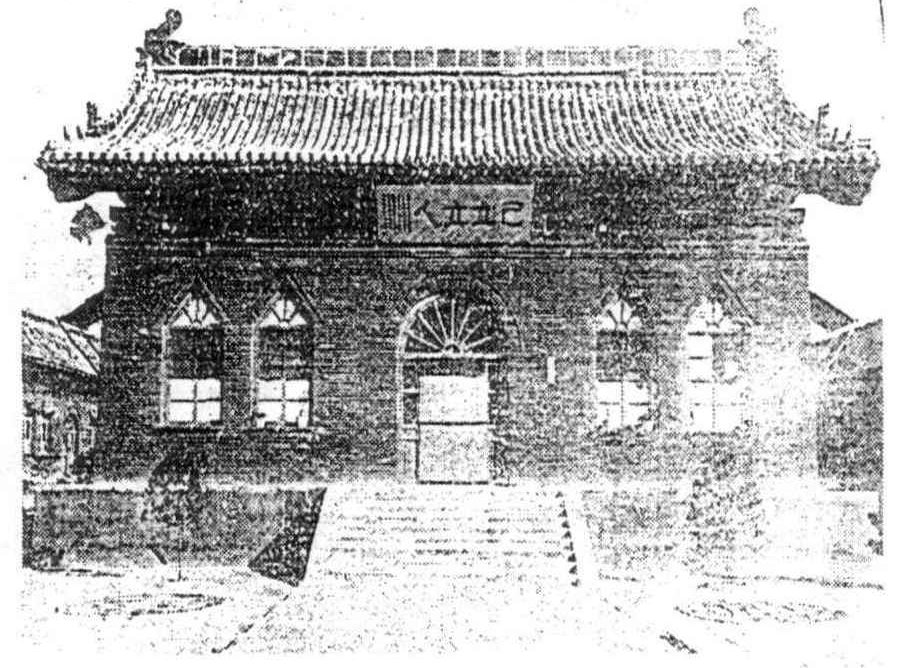
并州学院联合办公室，门上悬有“己立立人”四字匾

并州大学的校训是“己立立人”。学校将校训刻成匾，悬在联合办公室门上。另外，学校还设计了校徽、校旗、校歌。并州大学校歌的歌词是：

太原古迹并州名，

兴学设院文化导先锋；

吾侪同学莫因循，

协力同心挽颓风；

剑桥哈佛世界闻，

当仁有为甘步后尘；

遵行校训振精神，

己立立人进大同。